# Timothy Reckart
Timothy Reckart (* in Arizona) ist ein US-amerikanischer Regisseur und Animator.

## Leben
Reckart wuchs in Arizona auf. Er studierte von 2005 bis 2009 am Harvard College Geschichte und Literatur und schloss sein Studium mit einem Bachelor ab. Es folgte von 2010 bis 2012 ein Masterstudium in Animationsregie an der National Film and Television School bei London. Er spezialisierte sich auf Puppentrick, arbeitete aber auch in digitaler Animation in 2D, Pixilation und Animationen mit Collagetechniken. Im Rahmen eines Praktikums während des Studiums arbeitete Reckart im Bent Image Lab an Werbefilmen in Stop-Motion.
Seinen Abschlussfilm Head Over Heels realisierte er in Puppentrickfilm in Stop-Motion. Er handelt von einem Ehepaar, das sich über die Jahre sprichwörtlich auseinandergelebt hat, nun jedoch einen Versuch startet, erneut zusammenzukommen. Dies erweist sich als schwierig, lebt er doch am Boden, während sie an der Decke lebt. Head Over Heels erlebte seine Premiere 2012 auf den Internationalen Filmfestspielen von Cannes 2012 und gewann den Jurypreis des brasilianischen Filmfestivals Anima Mundi sowie 2013 einen Annie Award als Bester Studentenfilm. Der Film wurde 2013 für einen Oscar in der Kategorie Bester animierter Kurzfilm nominiert.
Reckart lebt in Brooklyn, New York. 2018 wurde er in die Academy of Motion Picture Arts and Sciences berufen, die jährlich die Oscars vergibt.

## Filmografie
- 2006: Leftovers (Kurzfilm)
- 2009: Token Hunchback (Kurzfilm)
- 2010: Siesta
- 2010: The Sting
- 2010: Sentry
- 2012: Head Over Heels (Kurzfilm)
- 2017: Bo und der Weihnachtsstern (The Star)

## Auszeichnungen
- 2012: Publikumspreis, Austin Film Festival, für Head Over Heels
- 2013: Annie Award (Best Student Film) für Head Over Heels
- 2013: Oscarnominierung, Bester animierter Kurzfilm, für Head Over Heels